# Federico Rosso
Federico Guillermo Rosso (Rosario, 1º luglio 1987) è un allenatore di calcio ed ex calciatore argentino, di ruolo difensore, tecnico del Crucero (M).

## Carriera
Ha iniziato la carriera nel Chacarita Juniors, quindi si trasferisce al CAI con cui gioca 17 partite nella seconda serie argentina. Nella stessa categoria gioca 25 partite l'annata successiva con la maglia del Desamparados. Nel 2012 è acquistato dalla società italiana del Brescia con cui disputa 6 incontri in Serie B. L'anno successivo fa ritorno in Argentina, passando al Crucero (M).